# Neoserica peninsularis
Neoserica peninsularis är en skalbaggsart som beskrevs av Moser 1915. Neoserica peninsularis ingår i släktet Neoserica och familjen Melolonthidae. Inga underarter finns listade i Catalogue of Life.